# 商务印书馆
39°55′07″N 116°24′18″E / 39.91866°N 116.40508°E
商务印书馆是中国第一家现代出版机构，成立于光绪二十三年（1897年）2月11日。创办人夏瑞芳、鲍咸恩、鲍咸昌、高凤池。
创办于上海，抗日战争期间被迫内迁。秉承“倡明教育，开启民智”之宗旨，为中国近现代出版业巨擘，在上百年的漫长岁月中，对中国现代的出版、文化与教育事业产生了巨大而深远的影响。
最初以印刷商业簿册表报为主，故名商务。1902年，翰林院庶吉士、前總理各國事務衙門章京、时任南洋公学译书院院长張元濟入馆，业务由印刷转到出版，逐渐开启全盛时代。1905年与日本书商合股，成立股份有限公司，出版物遍及社会科学，自然科学，应用技术，文学艺术，儿童读物，语文和专科工具书，发行杂志，印行珍本善本古籍。 
中华民国大陆时期，出版有大型古籍如《四部丛刊》《续古逸丛书》《续藏》《道藏》《百衲本二十四史》《宋人画册》《石渠宝镒》《宋柘淳化阁帖》等。出版有《萬有文庫》丛书以及《辞源》《学生字典》《教育大辞书》等辞书。
中华人民共和国成立后，商务印书馆1954年迁往北京，其在香港、台湾的分馆各自独立运作。北京的商务印书馆主要任务为编译出版古典学术、西方著作、编纂工具书。如再版《辞海》，出版《新华字典》《现代汉语词典》等辞书，出版《汉译世界名著丛书》、影印文津阁《四库全书》等。

## 历史沿革

商务印书馆老标徽

### 清朝末年
1897年2月11日（农历正月初十），由教会主办的美华书馆的四位排字工人——夏瑞芳、鲍威恩、鲍威昌、高凤池集资3750元创立商务印书馆，并购置印机数架，设址上海江西路北京路首德昌里末街3号的三间民居。1898年，因房屋失火，迁址北京路庆顺里。
當時社會上有學習英語的熱潮，商務印書館開始譯介英語教材《華英初階》《華英進階》熱賣一時。
1900年，收购日本人开设的修文印刷所。1901年商务印书馆扩大规模，添招新股，资本增加为5万元，改为股份有限公司。应夏瑞芳邀，张元济入股商务印书馆。 
1902年，清政府命各省广设学堂，当时迫切需要适应新式学校的教科书。商务印书馆由印刷业转为出版业，开设印刷所、编译所及发行所。在蔡元培因苏报案离沪避居青岛后，夏瑞芳邀请張元濟协助创设并出任编译所长，筹划并编纂中小学教科书，直至1918年由高梦旦接任。
1903年，与日本金港堂的原亮三郎合作，吸收日资10万元，成为资本20万元的商务印书馆有限公司。商务印书馆有限公司由夏瑞芳任总经理，并聘请日籍技师指导，改进印刷技术，采用先进印刷设备，业务日益发展，至1905年资本额增至100万元。
1903年，中国第一部小学教科书《最新教科书》出版，以后又编印了高小、中学教科书，风行全国，在中国现代教育史上具有草创意义。
1903年，商务印书馆与著名翻译家嚴復签订中国第一份正式版税合同。出版嚴復译《群学肄言》以及林纾等译《伊索寓言》。
1904年开始推出的《最新国文教科书》等新式教科书盛行十余年，行销数百万册，曾经占全国教科书供应量的80%。
1907年4月，商务印书馆印刷所、编译所在宝山路新厦落成。地基2亩，厂屋用洋式，依据最新建筑法造成。此时，印刷所分设17个部，职员职工1330余人，在外印刷装订约千人。

#### 十大杂志
商务印书馆近代先后出版十大杂志，延请名家主编。包括
- 《东方杂志》：1904—1949年出版，中国近现代史上刊龄最长、影响最大的综合性杂志，主编有杜亚泉、钱智修、胡愈之等。1966年在臺恢復刊行，至1990年停刊。
- 《儿童世界》：1921—1941年出版，郑振铎等主编。
- 《妇女杂志》：1915—1931年出版，王莼农、章锡琛主编，中国妇女期刊史上第一份大型刊物。
- 《少年》：1911—1931年出版，孙毓修、杨润田、殷佩斯等任主编。
- 《小说月报》：1910—1932年出版，惲鐵樵、王蕴章、沈雁冰、郑振铎、叶绍钧相继任主编，商务印书馆历史上受众最多、发行量最大的文学选刊。
- 《学生》：1914—1931、1938—1941、1944—1946年出版，朱元善、杨贤江等任主编。
- 《儿童画报》：1922年创刊，是商务印书馆在儿童教育领域开创性的课外读物。
- 《教育杂志》：1909—1948年出版，以研究教育、改良学务为宗旨，陆费逵、李石岑、唐钺、何炳松、黄觉民相继任主编，商务印书馆创办的持续时间最长、影响最大的教育专业刊物。
- 《英语周刊》：1915—1937年出版，胡哲谋主编。
- 《自然界》：1926—1932年出版，周建人主编。

### 中华民国时期

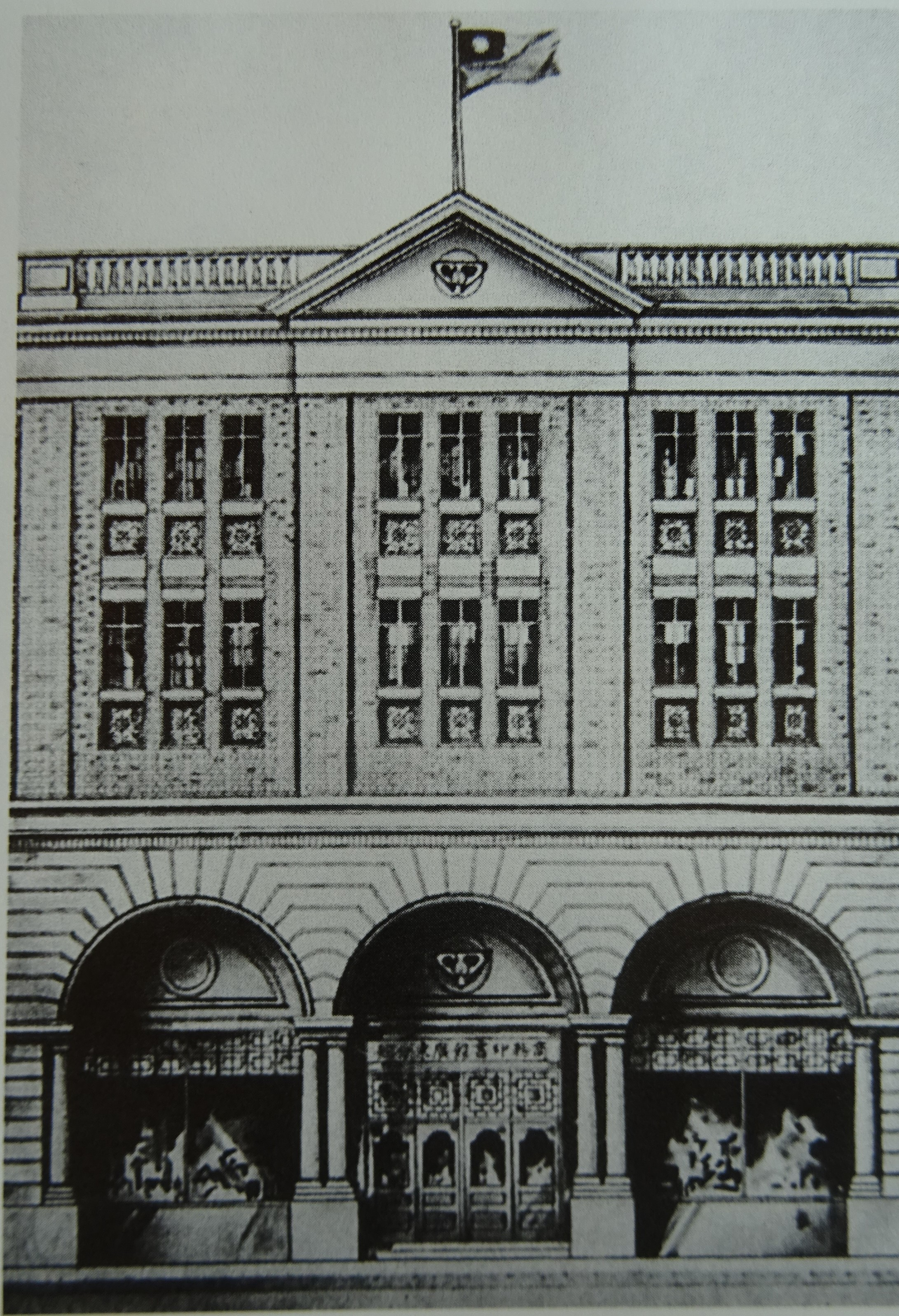
民國初年在廣州永漢北路籌建的印書館分館

民国时期，商务印书馆位于上海家喻户晓的四马路（今福州路）。同样，这里也是上海文化人经常光顾的地方，这里集中了70多家出版社、书店、报馆，是当时中国出版行业的中心。四马路的路口有两座高大的建筑物对峙，是两家竞争激烈的出版社——商务印书馆和中华书局的总部。
1914年1月19日，商务印书馆创办人、总经理夏瑞芳遇刺身亡。同年设分馆于香港。创刊《学生杂志》。同年商务印书馆收回日股，成为完全中资经营的企业。是年董事七人：伍廷芳、鄭蘇戡、周金箴、印錫璋、張元濟、鮑咸昌、高夢旦。
1915年，第一部新式辞书《辞源》问世，开创了中国现代工具书的出版先河。是年分館及支店共計四十處，董事增至十一人：伍廷芳、鄭孝胥、印有模、高鳳池、張元濟、張謇、葉景葵、鮑咸昌、黃遠庸、曹錫庚、張蟾芬。
1916年设分馆于新加坡。
1918年，主张全面废止中医的代表人物余雲岫任商务印书馆编辑。
1921年，经胡适推荐，王云五到商务印书馆任職，并于1930年担任总经理，从此开始了商务现代史上的辉煌时期。
1920年代至1940年代，商务印书馆出版了《王云五小辞典》、《王云五大辞典》，影印《四部丛刊》、校印百衲本《二十四史》，推出了《万有文库》、《大学丛书》以及《丛书集成》，达到了商务印书馆发展史上的最高峰。《四部丛刊》收录经、史、子、集四部之书323部，8548卷，2100册，“诚可云学海之巨观，书林之创举矣。”
商務印書館的全盛时期，在中国八十五处设立分馆。在香港、澳門、臺灣、新加坡、马来西亚等地也有營業據點。
1924年，商务印书馆在上海宝山路建成五层钢筋水泥图书馆大楼，编译所迁入，取名涵芬楼。1925年，在涵芬楼设立东方图书馆，1926年5月3日开放民众阅览，由王云五兼任馆长。涵芬楼用于收藏珍贵古籍和外国新书。自1902年张元济进馆之后，在夏瑞芳支持下，由高梦旦、蔡元培等相助进行收藏。1909年由编译所图书室改名为涵芬楼。藏有宋刊本129种、2514册，地方志2000余种、6万余册，以及各类参考图书等共计51.8万余册，图片照片5000余种。收藏量超过北平图书馆，是亚洲规模最大图书馆。

#### 侵华日军毁坏

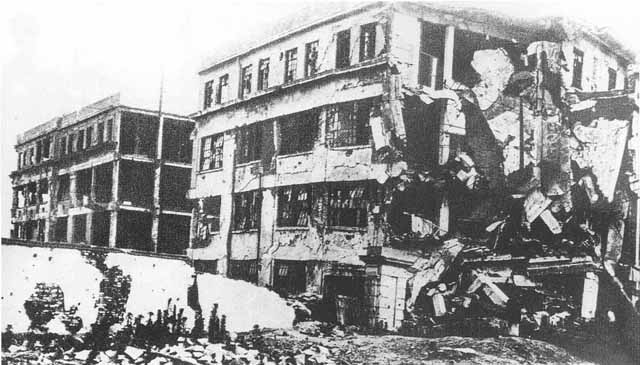
1932年，轰炸后的上海商务印书馆

中国抗日战争开始后，上海爆发“一·二八事變”，商务印书馆数十年资产被侵华日军轰炸焚毁殆尽。
1932年1月28日，“一·二八事變”爆发，侵华日军轰炸上海市区。上海宝山路的商务印书馆总管理处、编译所、四个印刷厂、仓库、尚公小学等皆中弹起火，全部焚毁，火势冲过马路波及时为闸北最高的5层大厦東方圖書館。
“一·二八事變”事变当晚，侵华日军陆战队多架飞机侵犯闸北。1月29日，空袭使整个闸北陷入一片火海。侵华日军在闸北上空商务印书馆总厂投掷6枚炸弹，第一枚击中印刷部，第二枚击中栈房，当即爆裂起火。日军继续掷弹，全厂浓烟弥漫，场中各种印刷机器全部烧毁，焚余纸灰飞达十多里外。
2月1日上午8点，日本浪人潜入东方图书馆及编译所縱火焚烧，烟火冲天直至傍晚。东方图书馆焚毁一空。除移藏在银行保险库中的574 种约5000 余册善本精品得以幸免外，包括所藏的30余年收集全部中外杂志、报章；大部分之四部各善本图书、省府厅州县地方志等几十万册孤本善本古籍；编译所所藏各项参考书籍与文稿全部毁于侵华日军。
在这场劫难中，商务印书馆损失16,330,504元，约80%资产毁于一旦。
侵华日本驻上海第一遣外舰队司令官盐泽幸一海军少将称：“炸毁闸北几条街，一年半就可恢复，只有把商务印书馆、东方图书馆这个中国最重要的文化机关焚毁了，它则永远不能恢复。”
鲁迅于1934年回忆当时情形时提到：“不料战事就开始了，我在楼上远远地眼看着这印刷所和我的锌版都烧成了灰烬”。鲁迅当时住在拉摩斯公寓。这里的“印刷所”指的就是商务印书馆在闸北宝山路的印刷厂，“锌版”指的是《铁流》插图交商务印书馆制了版。
1932年2月1日，商务印书馆董事会决定上海总管、总务处、编译所、印刷所、发行所一律停业，所有总管同人全体停职，成立特别委员会，由張元濟任委员长办理善后。董事会决定由主要负责人组成复兴委员会。以“为国难而牺牲，为文化而奋斗”的口号，开始一系列的复兴活动。
1932年8月1日，商务印书馆宣告正式复业，公开向社会承诺1932年10月1日起，实行日出新书一种。这一时期先后出版黎锦熙著《国语运动史纲》、吴半农译《资本论》第一卷第一分册、金岳霖著《逻辑》、傅抱石著《中日美术年表》、阿英著《明清小说史》等。
为激励国人民心士气，1932年，在胡愈之的策划下，时为中国第一大刊《东方杂志》组织征集“新年梦想”征文，于1933年初刊出“新年的梦想”特辑，发表了一百多位名人撰写的关于中国和个人生活的梦的文章，梦想一个自由、平等、幸福的新中国，轰动一时。

#### 抗战内迁
1937年中国抗日战争全面爆发，商务印书馆被迫内迁。8月13日，淞沪会战爆发。9月，商务印书馆决定往内地疏散机器设备，同时扩大香港分馆生产规模。
1937年12月14日，商务印书馆宣布总管理处暂迁长沙，上海设立总管理处驻沪办事处。
1941年12月8日，太平洋战争爆发，日军进入上海租界。26日，日军部查封商务上海发行所及各工厂没收图书462万余册，致使商务印书馆在上海的机构陷于瘫痪。
此后，长沙也遭日军空袭，香港成为商务印书馆的总管理处和编印中心。在香港印刷的书籍，经由越南海防运到昆明供应大后方。1941年12月，香港沦陷，商务的印刷设备及书籍全部落入日军手中。商务时任总经理王云五当时在重庆，便在重庆设立商务印书馆驻渝办事处及编审处。1943年，商务生产上了轨道，恢复日出一书的传统，还设立了东方图书馆重庆分馆，承担战时大後方文化建设的重要责任。
1946年，商务印书馆回迁上海，但规模已大为缩小，职工人数仅为600人。

## 现状
国共内战结束后，商务印书馆一部留在上海，原留在香港、台湾的分部各自独立。

### 北京商务印书馆
1949年9月6日，商务印书馆董事长张元济作为特邀代表赴京出席中国人民政治协商会议第一届全体会议，参加新中国成立大典。10月11日，毛泽东在中南海约见张元济共进晚餐，在座者有陈毅、粟裕。
1950年12月9日，三聯書店、中华书局、商务印书馆、开明书店和联营书店联合组成公私合营性质的中国图书发行公司。1953年，商务印书馆将東方圖書館全部藏书献给国家。1954年，商务印书馆并入新华书店，改组为高等教育出版社，总管理处迁至北京，实行公私合营。此後商务印书馆停止出版古籍。
1956年，商务印书馆出版了由新华辞书社编写的《新华字典》，是中華人民共和國第一部按汉语拼音音序排列，以白话释义、用白话举例的字典。迄今已经发行近6亿本。参与本字典编纂的名家先后有魏建功、叶圣陶、刘庆隆、陈原、吕叔湘、金克木、丁声树等。2016年被吉尼斯确认为“最受欢迎的字典”和“最畅销的书”。
1958年，商务印书馆恢复独立建制，确立方向为翻译外国哲学、社会科学方面学术著作，并出版中外文的语文辞书。1958至1966年间，商务印书馆翻译出版了数百种外国学术名著。这为商务印书馆后来的著名学术名片《汉译世界名著丛书》的出版打下了坚实基础。
当前，根据中国的出版方针，商务印书馆的主要任务为编译出版世界哲学、社会科学方面的古典学术著作，介绍各国当代的哲学、政治、经济、历史、地理各学科各流派的代表著作和知识读物；编纂汉语及外语各种词典和语文工具书，包括研究著作、教材、普及读物等。
如再版《辞海》，出版《新华字典》《现代汉语词典》等辞书，出版《汉译世界名著丛书》、影印文津阁《四库全书》等。
1993年，北京商务印书馆、商务印书馆（香港）有限公司、台湾商务印书馆股份有限公司、商务印书馆新加坡分馆、商务印书馆马来西亚有限公司合資成立「商务印书馆国际有限公司」，是中国首家综合性合资出版机构。出版有《最新高级英汉词典》《新编汉语教程》等，“中华文明系列”光盘以及《〈英语世界〉100期精华》《全唐诗》和《百衲本二十四史》光盘等。
2002年，中国出版集团公司成立，商务印书馆是成员单位之一。2011年商务印书馆改制为商务印书馆有限公司商務印書館是中國的中华老字号之一。
2012年，商务印书馆在上海注册了商务印书馆上海有限公司。
目前，商务印书馆有限公司是中国国有资产，由国务院下属的中国出版集团有限公司全资拥有，并作为中国出版传媒股份有限公司的一部分，与中华书局、三联书店等一起上市。2018年，商务印书馆营业收入10亿元，净利润2.77亿元。

### 臺灣商務印書館
1947年9月，商務印書館福州分館經理葉有楳赴臺籌設分支事宜，隔年「臺灣分館」便在臺北市重慶南路一段正式開幕，販售由上海本部運來的圖書、文具儀器等，然而數量與種類皆不多，且無自己的出版業務。
中华人民共和国成立後，與總館脫離關係，改稱臺灣商務印書館，該館沿用商務印书馆在大陸時的舊標誌，開始獨立經營。
1964年起，由王雲五先生擔任董事長。1986年起，將臺北市國立故宮博物院所藏《文淵閣四庫全書》影印發行，以精裝一千五百巨冊問世。目前已有五任董事長：王雲五、劉發克、王學哲、施嘉明、王春申。
臺灣商務印書館出版有《子海珍本編》《四部叢刊正編》《四部刊廣編》《仿古版四庫全書》《百衲本二十四史》。

### 香港商務印書館
香港商務印書館於1914年成立，起初在中環設立門市部，經銷教科書、中西辭典、兒童書、小說、文具等。成立後不久，承印發售香港課本。
1924年，於西環吉席街建立商務印書館香港印刷工廠。其後開設編輯部和發行部，成為完善的出版機構。
1934年，喬遷北角（現時的書局街）新廠，佔地14萬平方呎，由利安建築師事務所（Leigh & Orange）設計。北角「書局街」因此得名。
1957年，編印香港五年制中文中學的教科書，其後主力出版教科書、工具書、歷史、文化、人文科學和社會科學等學科書籍。
1988年，註冊成為商務印書館（香港）有限公司。
目前，商務印書館、三聯書店、中華書局、香港教育圖畫等合共香港53間書店，同隸屬聯合出版集團，大股東為「新文化事業（香港）發展」，由广东新文化事业发展有限公司所持有。广东新文化事业发展有限公司的唯一股東為中聯辦。

### 馬來西亞商務印書館
馬來西亞商務印書館成立於1956年9月25日，由新加坡商務印書館到吉隆坡開設，當時成為商務印書館吉隆坡支館。
1987年在當地註冊成為商务印书馆（马）有限公司 (KL Commercial Book Co (M) Sdn Bhd)，獨立成為馬來西亞地區之分館。創立至今歷經五次搬遷，但皆在吉隆坡市中心一帶，2013年4月遷入蘇丹街63號C的現址營業至今，現為聯合出版（集團）有限公司的子公司。

## 外部連結
- 官方网站
- 商务印书馆国际有限公司
- 馬來西亞商務印書館
- 馬來西亞商務印書館的Facebook專頁
- 商务印书馆的新浪微博
- 商务印书馆（上海）有限公司的新浪微博
- 商印文津文化（北京）有限责任公司的新浪微博
- 商务印书馆国际有限公司的新浪微博
- 商务印书馆学术中心的新浪微博
- 北京涵芬楼文化传播有限公司的新浪微博（商务印书馆属下出版机构，2009年成立）